# Metisse
Metisseは、X Window System に基づいた2.5次元のウィンドウシステム。ウィンドウマネージャとしては、Mandriva One 2007、PCLinuxOS 2007、Sabayon Linux などで利用できる。従来の3次元ワークスペースとは機能的に大きく異なる。ウィンドウは任意の方向に3次元的に回転させることができ、より多くのウィンドウを表示でき、拡大・縮小もでき、どのような表示状態でも操作可能である。Metisseでは、ウィンドウがふわふわ漂うような効果は使わず、視覚効果よりも機能性と生産性を優先して設計している。